# Lighting Up the Sky
Lighting Up the Sky (englisch für Den Himmel erleuchten) ist das achte Studioalbum der US-amerikanischen Rockband Godsmack. Es erschien am 24. Februar 2023 über BMG Rights Management.

## Entstehung
Im September 2019 erklärte Sänger Sully Erna gegenüber dem Radiosender iHeartRadio, dass die Band mit den Arbeiten an einem neuen Album beginnt. Da die Band wegen der COVID-19-Pandemie im Frühjahr 2020 nicht touren konnte, nutzten die Musiker die Zeit für weiteres Songwriting. Sully Erna zeigte sich dabei uninspiriert, während seine Kollegen ihm schon im April 2020 zahlreiche Ideen präsentieren konnten. Im August 2020 zeigte sich Sully Erna optimistisch, dass seine Band 2021 neben einem neuen Album noch eine akustische EP veröffentlichen könnte, und stellte darüber hinaus eine weitere Soloveröffentlichung in Aussicht. Im Dezember 2020 erklärte Schlagzeuger Shannon Larkin, dass es vor 2022 kein neues Studioalbum geben würde. Die geplante akustische EP wurde verworfen, da die Band den Fokus auf Qualität statt auf Quantität setzen wollten.
Nachdem alle Bandmitglieder in der Zwischenzeit nach Florida umgezogen sind, entschloss sich die Band, in Fort Myers ein eigenes Tonstudio zu bauen. Bis Mai 2021 entstanden so etwa zwölf Lieder, die musikalisch unterschiedlich ausfielen. Laut Sully Erna arbeitete die Band ohne Agenda und Terminplan. Die Musiker wollten an jedes Lied so herangehen, als könne es eine Single mit tollen Melodien, die hängenbleiben. Im Gegensatz zum Vorgängeralbum When Legends Rise verzichteten Godsmack auf externe Songwriter. „Wo Godsmack draufsteht müsse auch Godsmack drin sein“, erklärte Sully Erna und ergänzte, dass das Album „auch ein wenig altmodisch sein sollte, mit langen Gitarrensoli und Jams, mit denen die Musiker aufgewachsen sind“. Die Band wollte „die alten Godsmack mit den neuen Godsmack kombinieren“.
Da die Pandemie weiter andauerte und keine Konzerte möglich waren entschlossen sich die Musiker, sich den Rest des Jahres 2021 frei zu nehmen um sich mehr um ihre Familien zu kümmern. Anfang Januar 2022 begannen dann die Aufnahmen. Lighting Up the Sky wurde von Sully Erna und Andrew „Mudrock“ Murdoch produziert, während Dave Fortman das Album abmischte. Ende April 2022 verkündete Sully Erna, dass das Album fertig gestellt ist und kündigte an, dass das Album wohl Anfang 2023 erscheinen wird und das letzte Album der Band sein könnte. Gleichzeitig erklärte Sully Erna, dass er sich mit dem Corona-Virus infizierte und an einer Lungenentzündung erkrankte.

## Veröffentlichung
Am 28. September 2022 erschien mit Surrender die erste Single des neuen Albums. Einen Tag später wurde der Albumtitel bekannt gegeben und das Albumcover veröffentlicht. Gleichzeitig bestätigte Sully Erna, dass Lighting Up the Sky das letzte Album der Band sein werde. Allerdings würde dies nicht bedeuten, dass sich die Band auflösen werde. Die zweite Single You and I wurde am 11. November 2022 veröffentlicht. Am 18. November 2022 wurde das Musikvideo für die erste Single Surrender veröffentlicht, bei dem Paris Visone Regie führte. Das Video zeigt die Band in einer Livesituation sowie Backstage- und Tourbusimpressionen. Am Tag der Albumveröffentlichung erschien das Musikvideo für die dritte Single Soul on Fire, bei dem Sully Erna Regie führte.

## Hintergrund
Sänger Sully Erna erklärte in einem Radiointerview, dass Lighting Up the Sky eine Nacherzählung seines gesamten Lebens sei. Dies wäre nicht geplant gewesen. Laut Sully Erna wäre „etwas Mystisches passiert“ und er hatte das Gefühl, dass „das Universum das Album geschrieben hätte“. Während der Arbeit stellte er sich die Frage, worüber er schreiben sollte und wie oft er noch über eine zerbrochene Beziehung schreiben könne.

„Dieses Album, selbst wenn du die Geschichten dahinter nicht kennst, basiert wirklich auf meinem Leben, meiner ganzen Karriere. Die Reise von der Zeit, wo ich begann durch alle Hochs und Tiefs. Der ganze Weg, bis ich meine Band wieder schätzen gelernt, Hürden überwunden und so viel Respekt und Liebe für meine Bandkollegen habe.“

Die erste Single Surrender handelt von einer Erschöpfung, die sich in Beziehungen einstellt, wenn sich bestimmte Konflikte ständig wiederholen. Irgendwann würden die Beteiligten aufgeben und sich nicht mehr darum kümmern, wer nun Recht oder Unrecht hat. Das Gitarrensolo am Ende des Liedes Best of Times wurde ausgeblendet, was an den Gitarristen Randy Rhoads erinnern sollte. Sully Erna widmete das an seine Bandkollegen, ohne die er „die Höhen und Tiefen seiner Karriere nicht überstanden hätte“. Das Lied Growing Old widmete Sully Erna seiner 21-jährigen Tochter. Musikalisch soll das Lied an den verstorbenen Soundgarden-Sänger Chris Cornell erinnern.
In dem Titellied schaut Sänger Sully Erna auf sein Leben zurück und zieht ein Fazit seiner Karriere. Es geht darum, was er hätte anders machen können und welche Tipps er seinem jüngeren Ich geben würde, wenn er in der Zeit zurückreisen könnte. Der Text enthält zahlreiche direkte Verweise auf die Lieder des Debütalbums von 1998 und endet mit dem Intro von Moon Baby, dem ersten Liedes des Debütalbums. Laut Sully Erna ehrt die Band ihre Karriere, in dem sie sie im Studio ausklingen lassen. Er wisse nicht, ob Godsmack dies „noch toppen könne“.

## Rezeption

### Rezensionen
Matthias Weckmann vom deutschen Magazin Metal Hammer schrieb, dass Godsmack auf „ihrer neuen Scheibe glänzen“, wenn sie „aus ihrer angeborenen Formelhaftigkeit ausbrechen“. Auf dem Album würde es „viel Licht und wenig Schatten“ geben, und Lighting Up the Sky wäre „ein sehr gelungener Schlusspunkt einer überaus erfolgreichen Karriere“. Er würde allerdings „nicht darauf wetten, dass dies tatsächlich das letzte Werk von Godsmack sein wird“. Weckmann vergab fünf von sieben Punkten. Laut Stefan Reuter vom deutschen Magazin Visions schafft die Band „einen Abgang mit Stil, indem sie einfach ihren Stil treu bleiben“. Auf dem Album „findet sich alles wieder, was Fans an dieser Band lieben“. Reuter vergab für „simpel gestrickten Hardrock“ sieben von zwölf Punkten. Michael Edele vom Onlinemagazin laut.de schrieb, dass man als Fan „vermutlich damit klarkommt, dass Lighting Up the Sky tatsächlich das letzte Godsmack-Album werden sollte“. Die Band hätte „genügend Hits geschrieben“, und auf dem neuen Album kommen „immerhin zwei, drei weitere hinzu“.

### Chartplatzierungen
| ChartsChartplatzierungen       | Höchstplatzierung | Wochen |
| ------------------------------ | ----------------- | ------ |
| Deutschland (GfK)              | 10 (2 Wo.)        | 2      |
| Österreich (Ö3)                | 5 (1 Wo.)         | 1      |
| Schweiz (IFPI)                 | 17 (1 Wo.)        | 1      |
| Vereinigte Staaten (Billboard) | 19 (1 Wo.)        | 1      |

## Bestenlisten
| Publikation | Liste                                     | Werk                | Platz    |
| ----------- | ----------------------------------------- | ------------------- | -------- |
| Loudwire    | The 25 Best Rock + Metal Albums of 2023 1 | Lighting Up the Sky | J [ 21 ] |